# Santi patroni cattolici dei comuni dell'Abruzzo
Lista di santi patroni cattolici' dei comuni dell'Abruzzo:

## Provincia dell'Aquila
- Acciano: Santa Petronilla
- Aielli: Madonna della Vittoria
- Alfedena: San Pietro Martire
- Anversa degli Abruzzi: San Marcello
- Ateleta: San Vincenzo Ferrer
- Avezzano: Madonna di Pietraquaria e San Bartolomeo.
- Balsorano: San Giorgio Martire
- Barete: San Vito
- Barisciano: San Flaviano
- Barrea: San Tommaso
- Bisegna: San Rocco
- Bugnara: Nostra Signora della Neve
- Cagnano Amiterno: Santi Cosma e Damiano
- Calascio: San Nicola
- Campo di Giove: Sant'Eustachio
- Campotosto: Maria Santissima della Visitazione
- Canistro: San Giovanni Decollato
- Cansano: San Giovanni Battista
- Capestrano: San Giovanni da Capestrano
- Capistrello: Sant'Antonio di Padova
- Capitignano: San Flaviano
- Caporciano: San Benedetto
- Cappadocia: San Biagio
- Carapelle Calvisio: San Pancrazio martire
- Carsoli: Santa Vittoria
- Castel del Monte: San Donato
- Castel di Ieri: San Donato, martire
- Castel di Sangro: San Rufo
- Castellafiume: San Nicola
- Castelvecchio Calvisio: San Giuseppe
- Castelvecchio Subequo: San Giovanni Battista
- Celano: santi Simplicio, Costanzo e Vittoriano
- Cerchio: SS. Giovanni e Paolo
- Civita d'Antino: Santo Stefano martire
- Civitella Alfedena: Santa Lucia
- Civitella Roveto: San Giovanni Battista
- Cocullo: San Domenico
- Collarmele: Santa Felicita
- Collelongo: San Rocco
- Collepietro: San Giovanni Battista
- Corfinio: Sant'Alessandro
- Fagnano Alto: San Rocco
- Fontecchio: San Biagio
- Fossa: San Clemente
- Gagliano Aterno: San Martino
- Gioia dei Marsi: San Vincenzo
- Goriano Sicoli: Santa Gemma
- Introdacqua: San Feliciano
- L'Aquila: San Massimo d'Aveia
- Lecce nei Marsi: San Biagio
- Luco dei Marsi: Sant'Andrea apostolo e San Giovanni Battista
- Lucoli: San Giovanni Battista
- Magliano de' Marsi: Santa Lucia
- Massa d'Albe: San Sebastiano
- Molina Aterno: San Nicola di Bari
- Montereale: Beato Andrea da Montereale
- Morino: Natività della Beata Vergine Maria
- Navelli: San Sebastiano
- Ofena: San Nicola
- Opi: San Giovanni Battista
- Oricola: Santa Restituta
- Ortona dei Marsi: San Generoso
- Ortucchio: Sant'Orante
- Ovindoli: San Sebastiano
- Pacentro: San Marco
- Pereto: San Giorgio
- Pescasseroli: San Paolo
- Pescina: San Berardo
- Pescocostanzo: San Felice
- Pettorano sul Gizio: Santa Margherita
- Pizzoli: Santo Stefano
- Poggio Picenze: San Felice
- Prata d'Ansidonia: San Nicola
- Pratola Peligna: Maria SS. della Libera
- Prezza: Santa Lucia
- Raiano: San Venanzio
- Rivisondoli: San Nicola
- Rocca Pia: San Giuseppe
- Rocca di Botte: San Pietro Eremita
- Rocca di Cambio: Santa Lucia
- Rocca di Mezzo: San Leucio
- Roccacasale: San Michele arcangelo
- Roccaraso: Sant'Ippolito
- San Benedetto dei Marsi: San Benedetto
- San Benedetto in Perillis: Maria SS. di Casaluce
- San Demetrio ne' Vestini: San Demetrio
- San Pio delle Camere: San Pio
- San Vincenzo Valle Roveto: San Vincenzo
- Sant'Eusanio Forconese: Sant'Eusanio
- Sante Marie: San Quirico
- Santo Stefano di Sessanio: Santo Stefano
- Scanno: Sant'Eustachio
- Scontrone: SS. Giovanni e Paolo
- Scoppito: San Giacomo
- Scurcola Marsicana: Sant'Antonio
- Secinaro: San Nicola di Bari
- Sulmona: San Panfilo e Beata Filippa Mareri
- Tagliacozzo: Sant'Antonio di Padova
- Tione degli Abruzzi: San Nicola di Bari
- Tornimparte: Maria SS. Addolorata
- Trasacco: San Cesidio
- Villa Sant'Angelo: San Michele Arcangelo
- Villa Santa Lucia degli Abruzzi: Santa Lucia
- Villalago: san Domenico abate
- Villavallelonga: San Leucio
- Villetta Barrea: San Vincenzo
- Vittorito: San Biagio

## Provincia di Chieti
- Chieti: san Giustino di Chieti
- Altino: santi Cosma e Damiano
- Archi: san Vitale
- Ari: san Giovanni Decollato
- Arielli: san Michele arcangelo
- Atessa: san Leucio
- Bomba: san Donato
- Borrello: sant'Antonio di Padova
- Bucchianico: san Camillo de Lellis
- Canosa Sannita: san Filippo e san Giacomo
- Carpineto Sinello: san Michele arcangelo
- Carunchio: sant'Antonio Abate
- Casacanditella: san Gregorio Magno
- Casalanguida: san Nicola
- Casalbordino: santo Stefano Protomartire
- Casalincontrada: santo Stefano Protomartire
- Casoli: santa Reparata
- Castel Frentano: santo Stefano Protomartire
- Castelguidone: santa Clementina
- Castiglione Messer Marino: san Raffaele arcangelo
- Celenza sul Trigno: san Donato
- Civitaluparella: san Rocco
- Civitella Messer Raimondo: sant'Erasmo
- Colledimacine: san Mariano
- Colledimezzo: san Rocco
- Crecchio: santa Elisabetta
- Cupello: san Rocco
- Dogliola: san Rocco
- Fallo: san Vincenzo Ferrer
- Fara Filiorum Petri: sant'Antonio Abate
- Fara San Martino: sant'Antonio
- Filetto: San Giacomo
- Fossacesia: san Donato
- Fraine: santa Maria Mater Domini
- Francavilla al Mare: san Franco
- Fresagrandinaria: Madonna Grande
- Frisa: san Pantaleone
- Furci: Beato Angelo
- Gamberale: san Lorenzo
- Gessopalena: san Valentino
- Gissi: san Bernardino da Siena
- Giuliano Teatino: san Cataldo
- Guardiagrele: san Donato
- Guilmi: san Nicola
- Lama dei Peligni: san Sebastiano
- Lanciano: Madonna del Ponte
- Lentella: santi Cosma e Damiano
- Lettopalena: san Vincenzo Ferrer
- Liscia: san Michele Arcangelo
- Miglianico: san Pantaleone
- Montazzoli: san Nicola
- Montelapiano: san Bonifacio
- Montebello sul Sangro: san Ciriaco
- Monteferrante: san Giovanni Battista
- Montenerodomo: san Fedele da Sigmaringen
- Monteodorisio: san Marcellino
- Mozzagrogna: san Rocco
- Orsogna: san Rocco
- Ortona: san Tommaso
- Paglieta: san Giusto
- Palena: san Falco
- Palmoli: san Valentino
- Palombaro: Madonna della Libera
- Pennadomo: san Lorenzo
- Pennapiedimonte: santa Brigida
- Perano: san Filippo Neri
- Pietraferrazzana: santa Vittoria
- Pizzoferrato: san Domenico di Sora
- Poggiofiorito: san Matteo
- Pollutri: san Nicola di Bari
- Pretoro: san Domenico abate
- Quadri: san Sebastiano
- Rapino: san Lorenzo martire
- Ripa Teatina: Madonna del Sudore
- Rocca San Giovanni: San Matteo
- Roccamontepiano: San Carlo
- Roccascalegna: Santi Cosma e Damiano
- Roccaspinalveti: San Pio
- Roio del Sangro: San Filippo Neri
- Rosello: Madonna delle Grazie
- San Giovanni Lipioni: San Felice
- San Giovanni Teatino: San Rocco
- San Martino sulla Marrucina: San Giuseppe
- San Salvo: San Vitale
- San Vito Chietino: san Vito
- Sant'Eusanio del Sangro: san Filippo Neri
- Santa Maria Imbaro: Santa Maria Imbaro
- Scerni: San Panfilo
- Schiavi d'Abruzzo: San Maurizio
- Taranta Peligna: Sant'Ubaldo
- Tollo: San Pasquale
- Torino di Sangro: Madonna di Loreto
- Tornareccio: Santa Vittoria
- Torrebruna: san Placido
- Torrevecchia Teatina: San Rocco
- Torricella Peligna: San Marziale
- Treglio: San Giorgio
- Tufillo: San Vito
- Vacri: San Biagio
- Vasto: san Michele Arcangelo
- Villa Santa Maria: San Nicola di Bari
- Villalfonsina: Santa Irene di Tessalonica
- Villamagna: Santa Margherita

## Provincia di Pescara
- Abbateggio: san Lorenzo
- Alanno: san Biagio
- Bolognano: Sant'Antonio Abate
- Brittoli: Nostra Signora della Neve
- Bussi sul Tirino: san Biagio
- Cappelle sul Tavo: san Pasquale Baylón
- Caramanico Terme: Maria SS. Assunta
- Carpineto della Nora: San Bartolomeo
- Castiglione a Casauria: San Biagio
- Catignano: Santa Croce
- Cepagatti: San Rocco e santa Lucia
- Città Sant'Angelo: San Michele arcangelo
- Civitaquana: Sant'Egidio
- Civitella Casanova: Beata Vergine Maria delle Grazie
- Collecorvino: santi Filippo e Giacomo
- Corvara: Madonna delle Grazie
- Cugnoli: santo Stefano
- Elice: San Martino
- Farindola: san Nicola di Bari
- Lettomanoppello: san Nicola di Bari
- Loreto Aprutino: san Zopito
- Manoppello: Volto Santo di Manoppello
- Montebello di Bertona: san Pietro Apostolo
- Montesilvano: sant'Antonio di Padova
- Moscufo: san Cristoforo
- Nocciano: san Lorenzo
- Penne: san Massimo d'Aveia
- Pescara: San Cetteo
- Pescosansonesco: San Giovanni Battista
- Pianella: Santa Ciriaca di Pianella, San Pantaleone e San Silvestro
- Picciano: san Vincenzo Ferreri
- Pietranico: San Sebastiano
- Popoli Terme: san Bonifacio
- Roccamorice: San Donato
- Rosciano: sant'Eurosia
- Salle: beato Roberto abate
- San Valentino in Abruzzo Citeriore: san Nicola da Tolentino
- Sant'Eufemia a Maiella: san Bartolomeo
- Scafa: Madonna del Carmelo
- Serramonacesca: Sant'Antonio di Padova
- Spoltore: San Panfilo
- Tocco da Casauria: sant'Eustachio
- Torre de' Passeri: sant'Antonino di Apamea
- Turrivalignani: santo Stefano
- Vicoli: san Rocco
- Villa Celiera: san Giovanni Battista

## Provincia di Teramo
- Teramo: San Berardo da Pagliara
- Alba Adriatica: Sant'Eufemia
- Ancarano: San Simplicio
- Arsita: San Nicola da Tolentino
- Atri: santa Reparata
- Basciano: San Flaviano, Patriarca di Costantinopoli e Martire
- Bellante: Sant'Attanasio
- Campli: San Pancrazio
- Canzano: San Biagio
- Castel Castagna: San Pietro martire
- Castellalto: San Giovanni Evangelista
- Castelli: Sant'Eusanio
- Castiglione Messer Raimondo: San Donato Martire
- Castilenti: Santa Vittoria
- Cellino Attanasio: Sant'Attanasio
- Cermignano: San Silvestro
- Civitella del Tronto: Sant'Ubaldo
- Colledara: Nostra Signora di Costantinopoli
- Colonnella: San Michele
- Controguerra: San Benedetto
- Corropoli: Sant'Agnese
- Cortino: San Rocco
- Crognaleto: Santi Pietro e Paolo
- Fano Adriano: san Valentino
- Giulianova: San Flaviano, Patriarca di Costantinopoli e Martire
- Isola del Gran Sasso d'Italia: San Massimo
- Martinsicuro: San Gabriele dell'Addolorata
- Montefino: Madonna del Carmine
- Montorio al Vomano: San Rocco
- Morro d'Oro: San Nicola di Bari
- Mosciano Sant'Angelo: Sant'Alessandro
- Nereto: San Martino
- Notaresco: San Gennaro
- Penna Sant'Andrea: San Rocco
- Pietracamela: San Leucio
- Pineto: Sant'Agnese
- Rocca Santa Maria: San Lorenzo
- Roseto degli Abruzzi: Santa Maria Assunta
- Sant'Egidio alla Vibrata: Sant'Egidio
- Sant'Omero: Sant'Omero
- Silvi: San Leone
- Torano Nuovo: San Flaviano, Patriarca di Costantinopoli e Martire
- Torricella Sicura: San Paolo Apostolo
- Tortoreto: San Nicola
- Tossicia: Santa Sinforosa
- Valle Castellana: Maria SS. Assunta